# Йом-кипур
Йом-кипу́р (от ивр. יוֹם כִּיפּוּר‎ — «День искупления», «Судный день», «День всепрощения») в иудаизме — самый важный из отмечаемых дней, день поста, покаяния и отпущения грехов. Отмечается в десятый день месяца тишрей, завершая Десять дней покаяния. Согласно Талмуду, в этот день Бог заканчивает выносить свой вердикт, начатый в Рош ха-Шана, оценивая деятельность человека за весь прошедший год.
Традиционно в этот день верующие евреи соблюдают почти 25-часовое воздержание от приёма пищи и воды, проводя большую часть дня в усиленных молитвах и в обязательном порядке посещая синагогу.

## Происхождение
Йом-кипур (ашкеназ. Йом-ки́пер) — термин средневековой раввинистической литературы, в Торе и Талмуде — Йом ха-кипурим (мн. ч. др.-евр. יוֹם הכִּפּוּרִים‬ — «день искуплений»), а в мидрашах — Кипу́р (כִּפּוּר‎).
Поскольку Библия рассказывает об обычаях Йом-кипура без упоминания Храма, а в книгах, следующих за Торой, Йом-кипур вообще не упоминается, ряд критиков сочли упоминания Йом-кипура в Торе более поздним включением, относящимся к периоду возвращения из вавилонского плена. Оппоненты же ссылаются на древность обряда искупления грехов, а также на связь ритуала Йом-кипура с ковчегом Завета. По их мнению, возникновение этого обряда относится ко времени пребывания колен Израилевых в пустыне. Ритуалы Йом-кипура для Скинии подробно описаны в Торе. Библия (Лев. 16:31, 23:32) называет десятый день седьмого месяца по еврейскому солнечно-лунному календарю «субботой покоя», хотя прийтись он может на любой день недели. Закон предписывает в этот день «никакой работы не делать» (Чис. 29:7) и «смирять душу» (по мнению большинства талмудистов — поститься), поскольку «это день очищения… пред Господом» (Лев. 23:27—32).
Там же описаны действия первосвященника, обязанного совершить в этот день, наряду с обычными, специально установленные жертвоприношения для очищения Скинии (которые позднее совершались и для очищения Храма), Святая святых, жертвенника и священной утвари, а также во искупление грехов — своих, своей семьи, сословия кохенов и всего народа (Лев. 16:6—16, 32, 33). Он же возглашал всеобщее покаяние над козлом отпущения перед уводом его в пустыню, где, согласно Мишне (трактат Иома 6:6), козла низвергали с крутой скалы.
Торой устанавливалось также, чтобы один раз в 50 лет по всей стране трубили в шофар, возвещая наступление юбилейного года, в который безвозмездно возвращались заложенные уделы и получали свободу попавшие в рабство члены общины. Указывалось, что объявлять о наступлении юбилейного года нужно именно в день Йом-кипур (Лев. 25:9, 10).
Йом-кипур иногда переводится на русский язык как «День очищения» или «День всепрощения». В некоторых случаях Йом-кипур, как самый священный день еврейского календаря, в соответствии с библейским текстом (Ваикра / Лев. 23:32, русский перевод — «суббота покоя», подлинник — шабат шабатон, «суббота суббот») называют «Субботой суббот».

## Традиции
В некоторых общинах распространён обычай капарот (обряд искупления), когда произносится ритуальная формула «да будет это моим искуплением…», и живую курицу или петуха крутят над головой. Символическое значение этого обычая — перенос на птицу бедствий, сужденных человеку за грехи в ушедшем году. После совершения обряда в некоторых общинах птицу относят к резнику и дарят её бедным, в других — заменяют её деньгами для раздачи бедным. Обычай известен с VII века н. э., и хотя многие религиозные авторитеты видели в нём языческое суеверие, со временем он получил широкое распространение. Каббалисты видели в этом ритуале мистический смысл, раскрытию которого посвящены определённые тексты Каббалы. Представители консервативного иудаизма и ряд «литваков» производят обряд капарот с мешочком с деньгами, которые уходят на благотворительность.
Йом-кипур считается наиболее святым и торжественным днём в году, его основная тема — искупление и примирение. Согласно религиозным предписаниям, в этот день запрещены не только работа (как в субботу и в другие праздники), но и еда, питьё, умывание, наложение косметики, ношение кожаной обуви и интимная близость (пять запретов). Пост, — полный отказ от еды и питья, обычно начинается за полчаса до захода солнца накануне праздника и заканчивается с наступлением вечера через сутки после появления на небе третьей звезды.
На вечернее богослужение мужчины надевают талит (единственный раз в году, когда талит надевается на вечернюю службу). Литургия Йом-кипура начинается с произнесения молитвы «Кол нидре», которая должна быть прочитана до захода солнца, после которой читается вечернее богослужение, включающее в себя покаянные молитвы (слихот). Особо религиозные евреи остаются в синагоге на всю ночь, читая псалмы, а иногда произнося и другие молитвы.
Пост в Йом-кипур соблюдают и многие светские евреи. Многие из них посещают синагогу (не делая этого в другие праздники), поэтому количество посетителей в синагогах в этот день намного больше обычного.
Среди традиций, принятых даже в светской среде накануне Йом-кипура, — пожелание «хорошей записи» в Книге жизни (гмар хатима това), «лёгкого поста» и обычай просить прощения у всех (ср. Прощёное воскресенье в христианстве, также лулав и Пальмовое воскресенье).
Строгость соблюдения запретов Йом-кипура обсуждается еврейскими религиозными авторитетами. В частности, известный раввин Х. Соловейчик склонялся к разрешению больным есть в Йом-кипур, объясняя это решение тем, что опасность для жизни (пикуах нефеш) отменяет почти все запреты.
Согласно Торе (Лев. 23:26—32), главной задачей всего дня Йом-кипура являются исправление (смирение) и очищение, хотя сама Тора нигде не объясняет, как люди должны смирить себя.

## Йом-кипур в Израиле
В Израиле публичное нарушение Йом-кипура (например, приём пищи, вождение автомобиля или разговор по мобильному телефону) не принято даже среди светских евреев. В этот день обычно дороги пустуют (за исключением машин скорой помощи, полиции и пожарной охраны), поэтому дети свободно ездят по улицам и шоссе на велосипедах, и израильтяне в шутку называют Йом-кипур «праздником велосипедов». Также в Израиле в этот день не работают теле- и радиостанции, общественный транспорт, закрыт аэропорт.

## Йом-кипур в исламе
Предположительно, Йом-кипур был заимствован Мухаммедом из иудаизма на начальном периоде создания ислама. Этот день поста Мухаммед назвал «Ашурой». Впоследствии Мухаммед отменил этот пост и назначил определённый месяц поста Рамадан, в течение которого соблюдаются непрерывно посты в течение дня, от восхода солнца до захода.